# Гундинци
Гундинци су насељено место и седиште општине у Бродско-посавској жупанији, Република Хрватска.

## Историја
До територијалне реорганизације у Хрватској налазили су се у саставу бивше велике општине Славонски Брод.

## Становништво
На попису становништва 2011. године, општина, односно насељено место Гундинци је имала 2.027 становника.

## Попис1991.
На попису становништва 1991. године, насељено место Гундинци је имало 2.186 становника, следећег националног састава:
| Попис 1991.‍   | Попис 1991.‍  | Попис 1991.‍ | Попис 1991.‍ | Попис 1991.‍ |
| ------------- | ------------ | ----------- | ----------- | ----------- |
|               |              |             |             |             |
| Хрвати        | Хрвати       |             | 2.120       | 96,98%      |
| Југословени   | Југословени  |             | 2           | 0,09%       |
| Муслимани     | Муслимани    |             | 2           | 0,09%       |
| Срби          | Срби         |             | 2           | 0,09%       |
| Албанци       | Албанци      |             | 1           | 0,04%       |
| Македонци     | Македонци    |             | 1           | 0,04%       |
| Словенци      | Словенци     |             | 1           | 0,04%       |
| неопредељени  | неопредељени |             | 1           | 0,04%       |
| регион. опр.  | регион. опр. |             | 1           | 0,04%       |
| непознато     | непознато    |             | 55          | 2,51%       |
| укупно: 2.186 |              |             |             |             |